# Ross Matiscik
Ross Matiscik (Youngstown, 13 settembre 1996) è un giocatore di football americano statunitense che milita nel ruolo di long snapper per i Jacksonville Jaguars della National Football League (NFL).

## Carriera

### Jacksonville Jaguars
Al college Matiscik giocò a football per cinque stagioni a Baylor. Firmò con i Jacksonville Jaguars dopo non essere stato scelto nel Draft il 26 aprile 2020. Riuscì ad entrare nei 53 uomini per l'inizio della stagione regolare battendo l'altro long snapper Matthew Orzech. Debuttò nella NFL il 13 settembre 2020 nel primo turno contro gli Indianapolis Colts.
Il 29 aprile 2022 Matiscik firmò un nuovo contratto quinquennale del valore di 5,965 milioni di dollari con i Jaguars. Alla fine della stagione 2023 fu convocato per il suo primo Pro Bowl e inserito nel First-team All-Pro.

## Palmarès
- Convocazioni al Pro Bowl: 2

2023, 2024
- First-team All-Pro: 1

2023
- Second-team All-Pro: 1

2024